# Ecnomios brevitarsus
Ecnomios brevitarsus är en stekelart som beskrevs av Van Achterberg 1995. Ecnomios brevitarsus ingår i släktet Ecnomios och familjen bracksteklar. Inga underarter finns listade i Catalogue of Life.